# Kruopinė
El Kruopinė (Žybartonys) és un turó de 293,65 metres d'altitud prop de Vílnius, Lituània, i és el segon punt més alt de tot el país. Actualment, el títol de punt més alt del país correspon al turó d'Aukštojas amb 293,84 metres, i el tercer cim és el turó de Juozapinė amb 292,7 metres. El Kruopinė està situat a 10 quilòmetres a l'oest del Juozapinė, i adjacent a l'Aukštojas.